# Postamt Bergen
Das Postamt Bergen, ehemals Kaiserliches Postamt, in Bergen auf Rügen am ehemaligen Marktpfuhl, heute Markt 25, befindet sich in Zentrumslage am Marktplatz gegenüber dem Rathaus und unweit der St.-Marien-Kirche.
Das Gebäude steht unter Denkmalschutz.

## Geschichte
Das Hauptgebäude des „Postamtes“ wurde 1891 im Auftrag der Reichspost als Kaiserliches Post- und Telegraphengebäude erbaut und konnte, ein Jahr später feierlich eröffnet, seinen Betrieb in der Stadt aufnehmen.
Es ist ein 2-geschossiges Gebäude mit 3-stöckigem Turm. Die architektonische Erscheinung ist ein gelungenes Beispiel für den wilhelminischen historischen Nutzgebäudebau jener Zeit. 1902 erfolgte bereits eine Erweiterung durch den Anbau des Westflügels.
Im Erdgeschoss waren die Diensträume für den Postbetrieb, im Obergeschoss für den Telegrafen- und Telefonbetrieb sowie die Dienstwohnung des Postamtsvorstehers.
Das Gebäude ist heute über 125 Jahre alt. Die Post- und Telegraphenämter dieser Bauart entstanden in allen kleinen, mittleren und größeren Städten. Sie haben zumeist eine hohe gestalterische Ähnlichkeit, da seit 1875 durch das Reichspostamt zentral durch seine Bauabteilung die Gebäude geplant und über die zuständigen Oberpostdirektionen ausgeführt und überwacht wurden.
(Siehe auch: Postamt Sassnitz, Postamt Stralsund, Postamt Güstrow, Postamt Malchin, Postgebäude (Grimmen), Postamt Wustrow.)
Nach der Privatisierung der Post wurden viele Postgebäude verkauft und einer neuen Nutzung zugeführt. Als Postbank Filiale DHL und Verlags- und Redaktionsgebäude wird es heute durch eine Lokal-Zeitung weiter genutzt. Doch nicht nur Postamt und Postbank schließen, das ganze Gebäude soll veräußert werden. Das markante Backsteingebäude am Markt steht seit 2025 für 1,6 Mio. Euro zum Verkauf.
Weitere Postfilialen in Bergen bestehen heute u. a. als Postbankfiliale 437, Nonnenseestraße 1, DHL Paketshop 413, Ringstraße 140, DHL Paketshop 418, Störtebekerstraße 37, sowie als Postfilialen in verschiedenen Geschäften.